# Mikey e Nicky
Mikey e Nicky (Mikey and Nicky) è un film statunitense del 1976, diretto e scritto da Elaine May.

## Trama
Quando Nicky lo chiama per tirarlo fuori dai guai, causati da un furto ai danni di un boss mafioso, Mikey, come sempre, si presenta per aiutarlo. Superando gli ostacoli dovuti alla paranoia di Nicky, Mikey lo fa uscire dall'hotel dove si è rintanato e lo aiuta a pianificare la sua fuga; tuttavia un sicario è sulle loro tracce.